# Need for Speed (2015)
Need for Speed is een computerspel ontwikkeld door het Zweedse Ghost Games en gepubliceerd door Electronic Arts. De release vond plaats op 3 november 2015 in Noord-Amerika en op 5 november 2015 in de Europese Unie voor de Playstation 4 en de Xbox One. De pc-versie verscheen in maart 2016. Het is het eerste NFS-spel zonder subtitel sinds de eerste NFS-game uit 1994.
De eerste beelden werden vertoond op 15 juni 2015 tijdens de E3-presentatie van de uitgever Electronic Arts. Hier werden de belangrijkste delen van de verhaallijn vertoond, maar ook de nieuwe fictieve stad waar het spel zich afspeelt dat Ventura Bay heet, een stad die is gebaseerd op Los Angeles. Daarnaast zijn er vijf verschillende soorten gameplay: Speed, Style, Crew, Build en Outlaw, waar de speler punten mee kan verdienen in de vijf overlappende verhaallijnen.